# Optimus Prime
Optimus Prime est le personnage principal de l'univers de fiction des Transformers. Il tient le rôle de commandant des Autobots, groupe d'héroïques robots extraterrestres capables de se transformer en divers véhicules. Il représente l'une des figures les plus emblématiques de cette franchise.

## Histoire
L'histoire d'Optimus n'est pas toujours la même selon les séries, mais il est généralement le chef des Autobots et combat le chef des Decepticons, Mégatron. Dans la plupart des versions, il a avec ce dernier une rivalité, ou une opposition forte, chacun se connaissant bien et s'affrontant comme ennemi juré et comme frère.
Le « Prime » dans « Optimus Prime » est un titre qui se transmet et est généralement accordé par le haut conseil de Cybertron ou par la légendaire Matrice du Commandement, après la mort du précédent Prime. Ainsi, Optimus garde une origine assez récurrente, à savoir celle d'un bot du nom d'Orion Pax qui, lors de la Grande Guerre, est choisi par la Matrice pour diriger et guider les Autobots.
Les comics IDW et certains romans suggèrent qu'Optimus serait le treizième Prime destiné à guider Cybertron vers un avenir meilleur.

### Caractère
Si l'histoire d'Optimus Prime change selon les versions, son caractère reste en revanche toujours le même : il est courageux, juste, compréhensif, sage, pacifique et respecté par ses guerriers. Sa devise est : « Tout être sensible a droit à la liberté. » Il défend les humains autant que les Autobots. Cependant il a pu se montrer fou de rage lorsque certains ont essayé de nuire à son entourage proche jusqu'à leur ôter la vie de sang-froid. C'est sans doute le personnage le plus mis en valeur dans la saga.
Ses armes sont une hache, des canons, ou une épée. Il prend la forme d'un camion Peterbilt 379 rouge et bleu avec des autocollants en flammes de Transformers 1 à Transformers 4, où il se transforme en Marmon rouillé, puis en Western Star 5700 XE rouge et bleu avec des autocollants en flammes. Dans ces films, ses ennemis tués sont : Bonecrusher, Demolisher, Grindor, The Fallen, Le Drillier, Les Protoforms, Brawl, Long Haul, Sideways, Scrapper, Shockwave, Megatron, Sentinel Prime, Les Traxes, Harold Attinger, Lockdown et Infernocus.

## Les séries

### Transformers: Generation 1
Dans la série originale, Optimus Prime était chef des Autobots et partit à la tête d'un corps expéditionnaire à bord de l'« Arche », vaisseau d'exploration Autobot. Le vaisseau fut attaqué et abordé par les Decepticons en cours de route, et s'écrasa sur la Terre. Tous les robots à bord, Autobots comme Decepticons, furent plongés dans une sorte de coma par le choc de la collision. Près de 4 millions d'années plus tard, l'ordinateur de bord, Télétran-1, se réactiva à la suite d'une éruption de volcan, et entreprit de reconstruire les Decepticons. Une fois ceux-ci reconstruits, Starscream commit une maladresse en tirant sur l'Arche, déclenchant un éboulement qui balança Optimus Prime dans la portée du bras manipulateur et permit à Télétran-1 de le reconstruire également, ainsi que tous les Autobots. C'est ainsi que recommença sur Terre la lutte entre les deux factions. Il succombera à ses blessures causées par Mégatron à la suite de la bataille de la Ville des Autobots, léguant la matrice à Ultra Magnus. Il ressuscitera à la fin de la saison 3 et reprendra le commandement des Autobots.

### Animutants
Optimus Prime (celui de la Génération 1) apparaît dans la saison 2 de Animutants. Lorsque Megatron II s'infiltre dans l'Arche, il tire sur la tête d'Optimus afin de le tuer et annuler la victoire des Autobots sur les Decepticons. Néanmoins, bien qu'endommagé, il est toujours vivant, mais son étincelle vitale risque de s'éteindre, Optimus Primal décidera de temporairement placer l'étincelle du chef des Autobots dans son propre corps pour la protéger en attendant que les réparations de son corps soient terminées. 
La fusion des deux étincelles provoque alors une transformation massive et douloureuse au chef des Maximals, qui devient alors Optimal Optimus. Une fois le corps de Prime réparé, Optimal Optimus replace l'étincelle de Prime dans son corps, ce dernier se réactive pour un court instant avant de se remettre en stase.

### Transformers: Robots in Disguise
Dans cette série, Optimus Prime reste très proche de la version de Génération 1 sur le point de vue du caractère. En revanche, son aspect subit quelques modifications, de même que ses transformations. Pour la première fois de son histoire, il ne se change pas en semi-remorque, mais en camion de pompier EPA. Toutefois, l'arrière peut se détacher, formant une base d'opérations. Il peut également fusionner avec cette base pour passer en Super Mode.
Dans son histoire, il a été créé par Alpha Trion avec son frère Ultra Magnus, lors de l'âge d'or de Cybertron. Lorsque la guerre contre les Predacons débuta, il fut choisi par la Matrice du Commandement pour diriger les Autobots, ce qui déplut à Ultra Magnus qui coupa les ponts avec lui. Plus tard, en mettant de côté leurs différends, Optimus et Ultra Magnus peuvent se combiner pour former Omega Prime.

### Trilogie d'Unicron
Optimus Prime apparaît dans la trilogie d'Unicron, dès le premier volet (Transformers Armada). Comme toujours, il est très proche de la version de Génération 1 sur le point de vue du caractère. Il retrouve sa transformation habituelle en semi-remorque, mais garde quelques gimmicks de Robots in Disguise, comme l'arrière qui se change en base ou sa transformation en Super Mode. Durant la série, il fait souvent équipe avec le Mini-Con, Sparkplug. 
Plus tard, il est révélé qu'il peut aussi se combiner avec Jetfire pour gagner encore en puissance et être capable de voler. Lors de son combat final face à Galvatron, Unicron et ce dernier le confronte à sa véritable nature de guerrier, qui dans le fond aime le combat, qualifiant au passage ses déclarations de paix d'"inutiles". Ce combat permet de mettre en valeur la relation très particulière entre les deux antagonistes, qui dans le fond ne peuvent pas se passer l'un de l'autre.

### Transformers: Animated
Optimus Prime apparaît dans Transformers: Animated en tant que chef de l'équipe Autobot des personnages principaux. Cette version diffère en de nombreux points des incarnations précédentes : ici, il est un jeune officier Autobot idéaliste partiellement inexpérimenté au début de la série, à l'opposé du chef suprême vétéran qu'il est dans Génération 1 et les autres versions qui ont précédé. Sa forte rivalité avec Mégatron est également retirée, le chef Decepticon arrivant désormais à peine à se souvenir même de son nom. Néanmoins, le caractère reste fidèle : Optimus est toujours noble, courageux, respectueux de toute forme de vie et héroïque. Il est aussi particulièrement honnête, et considère la vérité comme passant avant ses intérêts personnels. Son mode véhicule est un camion de pompier reprenant toutefois un design proche du semi-remorque de la G1.
Son histoire est peu à peu dévoilée au cours de la série, mais aussi dans certains comics dérivés. Il était une jeune recrue de l'Académie des Autobots jusqu'au jour où il est approché par Ultra Magnus, le leader suprême des Autobots, qui voit en Optimus son successeur. Il le fait intégrer la garde d'élite et lui donne le rang de "Prime", équivalent à celui d'un officier de la Garde d’Élite, afin qu'Optimus s'acclimate à son nouveau milieu. Vers cette période, il fait équipe avec Sentinel Prime et Elita-1, et se rapproche affectivement de la seconde. Lors d'une mission de recherche sur une planète inconnue, tous trois, poussés par Sentinel, trouvent un vaisseau Decepticon. Cependant, les créatures organiques locales, des araignées géantes, les attaquent. Dans la panique, Elita-1 se retrouve cernée par les arachnides et on la croit morte, amenant Optimus à l'abandonner pour sauver au moins Sentinel. Sentinel garda de cet incident une rancune féroce sur Optimus à cause de cet incident la mort apparente d'Elita, mais aussi une phobie pour tout être organique.
Sous l'influence de Sentinel et de sa culpabilité d'avoir abandonné sa camarade, Optimus assume la responsabilité de cet échec et est renvoyé de la Garde d'Élite. Néanmoins, Ultra Magnus lui permit de conserver son rang et lui assigne la direction de l'Arche un vaisseau de réparation de Portes Stellaires, avec pour équipage Ratchet, un médecin vétéran de la guerre, Bumblebee et Bulkhead, deux jeunes bots recalés de l'Académie. Ils seront peu après rejoints par Prowl, un cyber-ninja solitaire. C'est à ce point que la série commence.
Lors d'une réparation a priori banale, l'équipe trouve accidentellement l'Allspark, un précieux objet ayant permis la victoire des Autobots lors de leur précédent affrontement contre les Decepticons. Naturellement, ils sont immédiatement pris en chasse par les Decepticons. Dans la bataille spatiale qui suit, Mégatron aborde leur vaisseau afin de s'emparer de l'arctefact. Endommagé par une bombe placée traîtreusement par son second Starscream, Mégatron est vaincu et largué de l'Arche par Optimus alors que l'engin s'écrase sur Terre dans le lac de Détroit. Les Autobots se placent alors en stase.
50 ans plus tard, un accident scientifique dans l'un des Labos Sumdac engendre la création d'un monstre cybertronien, dont l'infiltration partielle dans l'Arche engendre l'éveil des Autobots. Optimus et son équipage, prenant alors des formes de véhicules locaux, interviennent et battent le monstre. Grâce à l'aide de Sari Sumdac un protoforme mi cybertronien mi-humain, ils sont introduits à la population de Détroit, et sont acceptés comme visiteurs. Par la suite, ils assistent à la protection de la ville, devenant ainsi des héros pour la ville.
Peu après leur éveil, Optimus et ses équipiers doivent faire face à Starscream, venu reprendre l'Allspark. Optimus est tué dans la bataille, mais Sari parvient à le ressusciter en utilisant sa Clé.
Sur Terre, Optimus fait par la suite une rencontre inattendue en la personne de Blackarachnia, une guerrière Decepticon techno-organique se transformant en araignée géante. Blackarachnia se révèle alors être Elita-1, toujours vivante mais changée en techno-organique à la suite de la contamination des araignées, et qui, pleine de rancœur contre les Autobots, s'est rangée du côté des Decepticons. Affligé, Optimus tente de la convaincre de revenir avec lui pour trouver sur Cybertron un moyen de la ramener à son état de robot originel, mais Blackarachnia, toujours rancunière, refuse. Noter que dans Generation 1, Optimus et Elita -1 s'aiment même avant leur transformation en Optimus et Elita, ils s’appelaient orion pax (optimus Prime) arielle (elita-1). À la fin de la saison 1, Optimus affronte Mégatron renforcé par le pouvoir de l'AllSpark, et décide de détruire l'artefact pour arrêter le leader des Décepticons.
Dans la saison 2, il accueille son supérieur Ultra Magnus, accompagné de Sentinel Prime et Jazz, venu récupérer l'artefact. Optimus lui expliqua qu'il a du le détruire pour arrêter les Décepticons. Sentinel l'accuse de mentir, et Magnus demande une preuve. Plus tard, une chaine de montage de drones policiers s'emballe après avoir été infecté par un fragment de l'AllSpark, Optimus mène alors son équipe pour arrêter les machines et récupère le fragment. Impressionné par les actions d'Optimus, Magnus accepte de le croire, suggérant notamment à Sentinel de prendre exemple sur lui. Magnus repart ensuite vers Cybertron afin de coordonner ses troupes pour repousser les Décepticons, dont les attaques ont repris, laissant Sentinel Prime sur Terre.
Dans la saison 3, Optimus est affecté par ce qui est arrivé à Ultra Magnus et fait confiance à Sentinel pour assurer la sécurité de Cybertron, il sera toutefois déçu d'apprendre que ce dernier mène une politique basée sur la peur et la chasse aux sorcières. Par la suite, il récupère le Marteau de Magnus, que Ratchet a récupéré durant un petit séjour accidentel sur Cybertron. Il s'en servira lors de son ultime affrontement face à Mégatron, qui finit par le reconnaitre comme un digne adversaire. Après avoir mis à terre le chef Décepticon, ce dernier lui demande de le tuer, mais Optimus détruit son canon à la place, estimant qu'il ne mérite pas un tel sort et qu'il sera jugé. Optimus retourne ensuite sur Cybertron avec les Décepticons prisonniers et l'AllSpark reconstitué, et est accueilli en héros.
D'après l'encyclopédie The AllSpark Almanac et quelques comics dérivés, si la saison 4 avait eu lieu Optimus se retrouverait à affronter Sentinel Prime sur la scène politique, ayant au préalable apprit la mort d'Ultra Magnus ainsi que le souhait de ce dernier de faire d'Optimus son successeur.

### Transformers: Prime
Cette version d'Optimus Prime reste fidèle aux précédentes versions : il est sage, courageux et respecté par ses soldats, il est aussi compatissant et se refuse à tuer qui que ce soit, y compris Mégatron. Il se transforme en un camion similaire à celui des films.
Dans le passé, il était un clerc aux archives de Iacon et était connu sous le nom d'Orion Pax, et s'intéressant beaucoup à l'histoire de Cybertron.
Au fur et à mesure qu'il découvrit l'histoire de Cybertron, il comprit que son monde était ravagé par la corruption et voulait changer cela. Il rencontra un jour Mégatronus, un ancien gladiateur qui avait fondé un mouvement révolutionnaire qui partageait ses idées. Ils devinrent tous deux amis et ensembles, se rendirent au haut conseil pour faire valoir leur vision d'une société plus juste. Mais là où Mégatronus voulait avoir recours à la force pour renverser les corrompus, Orion était plus enclin au dialogue et à la diplomatie, ses paroles touchèrent le haut-conseil qui décida de faire de lui le prochain Prime.
Ivre de colère, Mégatronus coupa les ponts avec Orion, se renomma Mégatron, et déclencha une guerre civile pour prendre le pouvoir avec ses partisans qu'il nomma Decepticons. La guerre empoisonna le cœur de la planète et Orion s'y rendit afin de trouver un moyen de changer les choses. Il entrera alors en contact avec Primus qui lui remit la matrice de Commandement transformant Orion Pax en Optimus Prime, qui devint plus tard le chef des Autobots.
Durant la guerre Optimus et Mégatron se sont affrontés pendant des années, et même si Optimus en sortait vainqueur, il se refusait de l'achever. Il envoya notamment l'Allspark dans l'espace afin d'éviter que les Decepticons n'y mettent la main dessus.

### Transformers Robots in Disguise: Mission secrète
Peu après son sacrifice à la fin de Transformers: Prime, Optimus est envoyé dans une autre dimension sous la surveillance des Primes originaux qui l'ont investi d'une mission de la plus haute importance: Sauver Cybertron et la Terre de Megatronus, le Prime déchu, qui prépare son retour.

### Transformers: La trilogie de la Guerre pour Cybertron
Dans cette série, Optimus Prime fut avec Ultra Magnus & Mégatron le disciple d'Alpha Trion, qui mena la révolution qui défit l'Empire Quintesson. Quand son mentor fut assassiné par Mégatron, Optimus s'opposa à lui et prit la tête des Autobots. Au cours de la guerre millénaire qui s'ensuivit, les Autobots perdirent petit à petit du terrain; cependant, Optimus continua la lutte, refusant de signer le traité de Mégatron qui aurait asservi Cybetron.
Apprenant que Mégatron voulait utiliser l'Allspark pour reprogrammer les Autobots, Optimus se mit en quête de celui-ci et utilisa un pont spatial pour l'envoyer sur une autre planète, sachant pertinemment que cela condamnerait à terme Cybetron et les Cybetroniens. Il utilisa ensuite l'Arche pour retrouver l'Allspark, mais dut se confronter aux Mercenaires, une faction payée par le Quintesson Renéga Theséus. Au cours de l'affrontement final, l'Arche et le Némesis, le vaisseau décepticon, sécrasèrent sur la planète Terre.
Là-bas, il rencontra les descendants des Autobots et des Décepticons, les Maximals et les Predacons, qui avaient fait le voyage depuis le futur pour changer ce dernier. Il s'avéra qu'ils n'étaient pas les seuls. Les sombres versions future d'Optimus et de Mégatron, Némésis Prime et Galvatron, avaient également fait le voyage temporel afin de remplacer les anciens leaders et se défaire des chaînes qui les liaient à la plus grande menace qui planait sur Cybertron: Unicron. Finalement, ce nouveau conflit contre Nemesis et Galvatron unifia Autobots, Maximals, Decepticons et Predacons, qui se préparèrent à l'arrivée d'Unicron.

### Transformers: EarthSpark
Dans cette série, Optimus Prime est toujours le leader des Autobots et a mené ces derniers lors de la grande guerre.
Après la fin de la guerre, il a rejoint l'organisation GHOST afin de protéger la Terre des Decepticons encore en liberté et garantir la paix entre la Terre et Cybertron, cependant il n'approuve pas complètement les méthodes de GHOST envers les prisonniers Decepticons. Il enverra également Bumblebee superviser les deux Terrans, Twitch et Thrash et s'arrange pour que GHOST ne découvre pas leur existence.
Lors de ses missions, il fait régulièrement équipe avec Elita-1 et Mégatron, l'ancien chef des Décepticons repenti.
Dans l'épisode Désarmé, on apprend que, tout comme dans la Génération 1, il était un simple ouvrier du nom d'Orion Pax, mais lorsque la guerre fit rage, il fut choisi par un Prime (probablement Alpha Trion) pour porter la Matrice du Commandement, lui donnant de puissants pouvoirs et le changeant en Optimus Prime.

## Les films

### Transformers Movie Comics
Dans l'histoire des comics sorti pour le troisième film, il est indiqué qu'Optimus et Megatron étaient plus ou moins amis même si leurs confrontations étaient assez violentes.

### Transformers
Optimus Prime est parmi les premiers et plus remarquables robots présents dans le film. Il est aussi celui dont l'aspect a le moins été changé par rapport à la version classique : comme toujours, il se change en semi-remorque rouge et bleu (bien que soient ajoutés ici des motifs enflammés), et son apparence a de fortes similitudes avec la version de génération 1. Ses armes incorporent des sortes de lames dans les poignets, ainsi apparemment qu'un canon d'après la figurine. Son caractère est pour l'essentiel respecté : il est bienveillant, loyal, droit et altruiste. On l'entend même citer sa devise : « Tout être sensible a droit à la liberté » ; Cependant, derrière son caractère pacifique, il cache une certaine hypocrisie en devenant très violent, n'hésitant pas à tuer un ennemi sans lui laisser l'opportunité de se rendre. Ce caractère s'illustre lorsqu'il décapite ou ampute les Decepticons d'un membre. Dans le deuxième film, Optimus coupe le bras de Starscream, décapite Grindor et s'en prend violemment au Fallen en lui arrachant le visage avant de lui arracher son spark. Dans le quatrième film, il en viendra même à s'en prendre aux humains jusqu'à en tuer un, à savoir Harold Attinger. Il est très rancunier et prompt à bouder en cas de mensonge puisqu'il apprécie l'honnêteté et la franchise, comme le montre une scène du troisième film dans laquelle il refuse de se transformer.

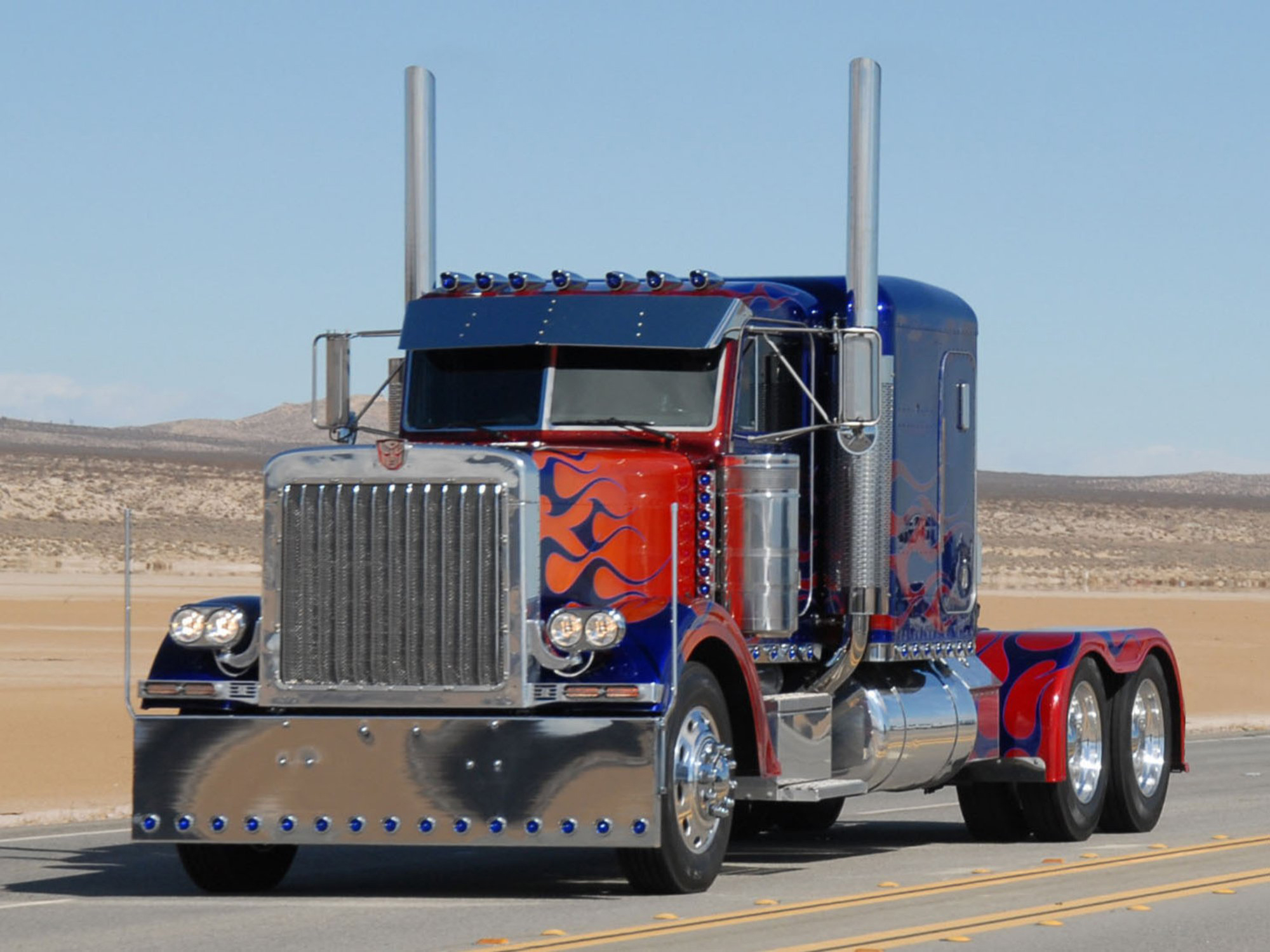
Le mode de tracteur routier (Peterbilt 379) d'Optimus Prime.

Dans cette version, Optimus Prime et Megatron sont en réalité des frères, on suppose donc qu'ils étaient au départ en bonne relation. Ce prétendu lien familial peut néanmoins être nuancé dans la mesure où Optimus et Megatron ne sont pas des frères au sens propre mais seulement de la même lignée.
Justement, le Fallen qui n'apparaît que dans Transformers 2, avait juré comme tous les primes de ne jamais voler le soleil à une planète abritant la vie. Ce Prime déchu (d'où l'appellation "Le Déchu" en anglais) a trahi cette promesse en essayant de voler le soleil des humains pour le transformer en énergon. Après cela, deux camps se sont formés: celui des Autobots et celui des Decepticons. La guerre a commencé et le Allspark a disparu. Les survivants, dirigés toujours séparément par Optimus Prime et Megatron, Autobots et Decepticons partirent alors à la recherche de l'AllSpark, les premiers pour reconstruire Cybertron et les seconds pour se recréer une nouvelle armée destinée très probablement à la conquête de la galaxie (bien que cela ne soit pas vraiment précisé). Leurs recherches les amenèrent jusqu'à la Terre, ou Megatron s'écrasa dans la calotte polaire et fut congelé. Ce fut ensuite le tour d'autres Decepticons d'arriver, puis enfin d'Autobots, qui rejoignirent l'humain Sam Witwicky. Optimus arriva en retard à la bataille de Mission City, à cause d'un combat contre Bonecrusher, qu'il décapita. Il arrive ensuite dans la ville et affronte Megatron mais il est vaincu et écarté a un moment de la bataille. Il sauve ensuite la vie de Sam en l'attrapant alors qu'il chutait du haut d'un immeuble et reprend son combat contre le chef Decepticon. Megatron prend largement le dessus sur Prime. Les F-22 et les hommes de Lennox tirent alors sur Megatron et Optimus réussit à le faire tomber. Sam en profite pour enfoncer le cube dans le spark de Megatron et le tuer. Le chef Autobot remercie Sam et tous les humains de l'avoir aidé à vaincre les Decepticons. À la fin du film, Optimus Prime envoie un message aux Autobots cachés et leur demande de rejoindre leurs semblables.

### Transformers 2: La Revanche
Deux ans après leur première bataille, Optimus Prime et son équipe d'Autobots, ont créé une alliance avec les humains et particulièrement les soldats. Un commando secret est créé discrètement par le gouvernement appelé NEST, traquant les Decepticons partout dans le monde. Il continue à protéger les humains. Cette fois-ci Optimus est la cible des Decepticons ; il est en effet le seul à pouvoir vaincre le Fallen qui est un ancien Prime. À la fin du premier opus, Optimus avait envoyé un message à tous les Autobots dans l'univers pour qu'il viennent le rejoindre, c'est donc pour cela que l'on trouve parmi eux (car certains vont mettre un certain temps pour arriver sur Terre) les 3 sœurs, les jumeaux, Sideswipe et Jolt. Il est vu pour la première fois dans le film à Shanghai où il tue Demolisher. Après avoir détruit hors de l'écran le docteur Scalpel qui s'apprêter à examiner Sam, il ira ensuite combattre tout seul Mégatron, Starscream et Grindor qui tentaient de capturer Sam car il a en lui les restes de l'AllSpark. Mais Optimus se préoccupe davantage du sort de Sam que du sien. Optimus réussit à blesser Starscream et à décapiter Grindor mais c'est lors de ce combat qu'il trouvera la mort : Megatron le transpercera de son épée. Mais ceci permettra à Sam de fuir. Optimus était le dernier des Primes qui pouvait tuer le Fallen. Sam ira (à l'aide de Jetfire) trouver la Matrice et s'en servira pour ressusciter Optimus Prime qui revient à la vie, mais il est trop faible. Jetfire donnera ses pièces en se sacrifiant à Optimus pour qu'il puisse tuer le Fallen. Combiné grâce à Jolt aux pièces du vieux Transformer, Optimus détruit la machine du Fallen, et affronte le Fallen et Megatron. Il endommage gravement ce dernier en lui tirant en pleine tête en utilisant son propre canon et lui coupe le bras droit avant de tuer le Fallen en lui arrachant le visage et en le transperçant d'un coup de poing. Optimus Prime impose ainsi sa supériorité en tuant un véritable dieu Decepticon et en blessant gravement son rival de toujours.

### Transformers 3: La Face cachée de la Lune
Optimus est de retour avec une remorque se transformant en cercle métallique contenant plusieurs armes, ainsi qu'en ailes pour voler. 
Il attaque le Driller de Shockwave qui essayait de voler une pièce de moteur de l'arche. Il est vu lorsqu'il se gare avec les autres Autobots au NEST. Il ramène le corps de Sentinel Prime sur la lune avec Ratchet. Avec la matrice de commandement, il ressuscite Sentinel Prime mais celui-ci se jette sur lui avec une lame mais Optimus réussit à le calmer. Sentinel Prime rend la matrice du commandement à Optimus. Après que Sentinel ait trahi les Autobots, car celui-ci avait fait un pacte avec Megatron, Optimus regrette de l'avoir ramené à la vie.
Durant la bataille de Chicago, Optimus vole avec ses ailes et tue le Driller avec ses canons mais alors qu'il se pose sur une grue, Shockwave lui tire dessus et se retrouvent prisonnier dans les câbles de la grue. Pendant que les Autobots sont en otage, les Wreckers (Leadfoot, Roadbuster et Topspin) libèrent Optimus de la grue. Plus tard, il rejoint les Autobots sur le champ de bataille où il se jette sur les Decepticons présents et les tues tous dans une charge impressionnante, grâce à ses ailes. Il court ensuite vers Shockwave qui tente de le tuer avec un tir, mais Optimus l'esquive d’un salto, sort des griffes de sa main gauche et frappe le cyclope d'un violent coup de poing, détruisant son abdomen. Il l'achève en lui arrachant l’œil et utilise son canon pour désactiver le pilier principal. Il affronte ensuite Sentinel Prime mais durant le combat, il se fait couper le bras droit. Juste avant que le traître n'achève Optimus, Megatron intervient et tire sur le vieux Prime, sauvant la vie de son rival. Optimus, sans répit, refuse la trêve que lui proposa Megatron et lui arrache la tête avec sa hache. À la suite de quoi, il s'apprête à exécuter Sentinel qui le supplie de l'épargner, disant qu'il a agi pour le bien de la race des Transformers. Mais Optimus rejette ses supplications et l'exécute de deux tirs avec le fusil de Megatron. Optimus fait un discours en clamant qu'il est probable qu'ils se fassent trahir par leurs alliés, mais il jure que jamais, lui et ses Autobots n'abandonneront cette planète et ses habitants.

### Transformers 4: L'Âge de l'extinction

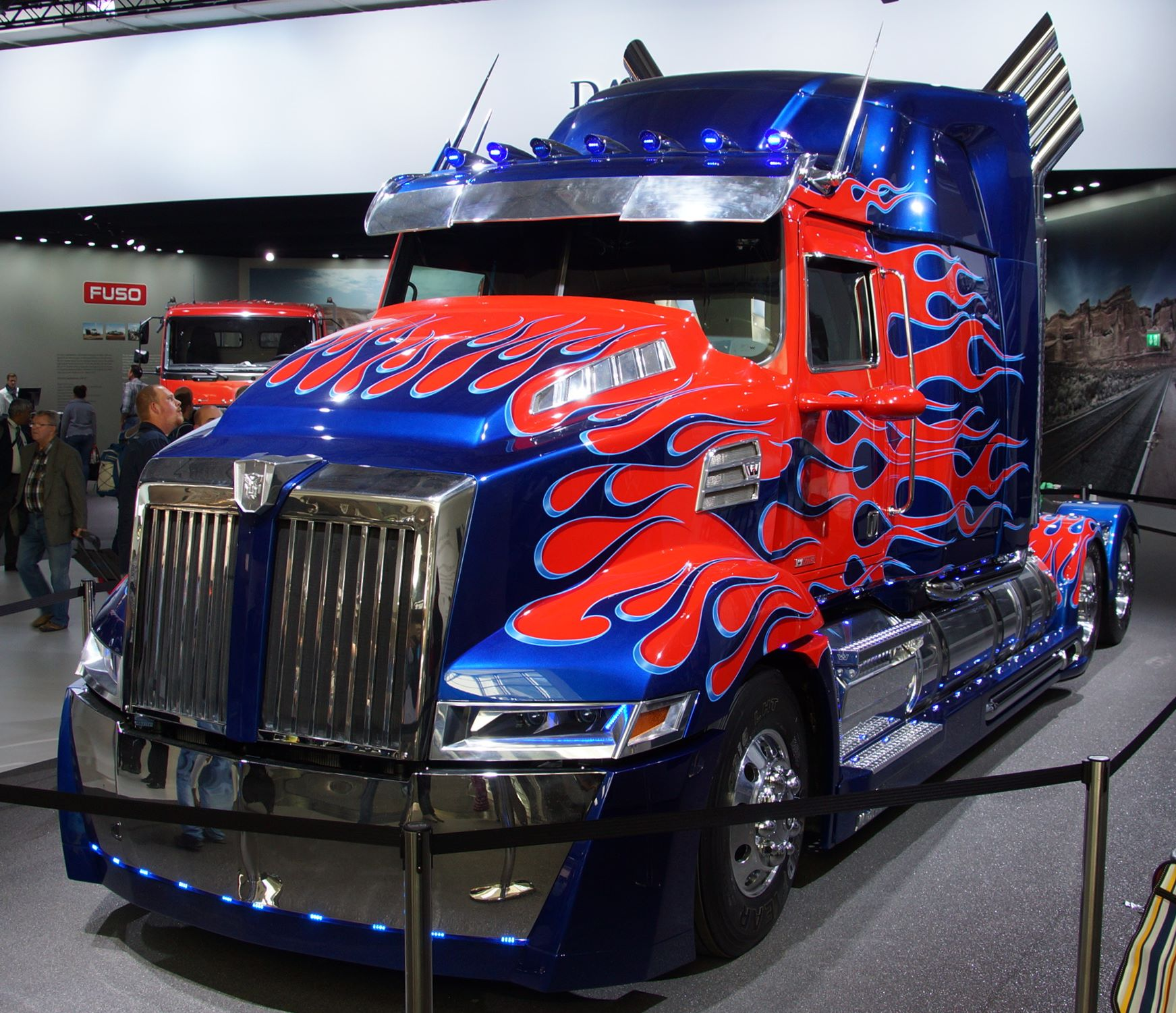
tracteur routier Western star, modèle 5700

Cinq ans après la bataille finale de Chicago, Optimus Prime et les Autobots ont disparu de la Terre après avoir été chassés par les humains disant que c'était un combat extraterrestre et pas le leur. Optimus grièvement blessé, et ayant réussi de justesse à échapper à une embuscade, un piège de Lockdown et les soldats de Harold Attinger (qui font partie de Vent de Cimetière ou Cemetery Wind en anglais) à Mexico (une théorie suggère qu'entre le troisième et le quatrième film, cette bataille a causée la perte de son ami Sam Witwicky, le héros de la première trilogie et ses proches par eux), s'est réfugié dans un théâtre abandonné et se fait acheter par Cade Yeager. Ce dernier le réparant discrètement, voulant le récupérer pour le vendre en pièces détachées pour pouvoir payer les études de sa fille Tessa, et son loyer. En le branchant, Cade découvre un message par Optimus disant aux Autobots de faire signe. Prime, se transformant, croyait que Cade voulait le tuer et se rebelle en visant ce dernier disant qu'il tuerait tous les humains qui voudrait l'anéantir. Il cogne par accident Lucas Flannery, l'ami associé de Cade avec son canon sur son front. Il dit ensuite à ce dernier qu'il a subi de graves dégâts après avoir été pris au piège lors d'une bataille et avoir changé de forme pour passer inaperçu.
Alors qu'Optimus est recherché par la CIA et surtout par Lockdown, "Vent de cimetière" (groupe de chasseurs travaillant de manière très officieuse ayant pour but d'accomplir les opérations clandestines de la CIA) arrive chez Cade et demande où se cache le chef des Autobots pour l'achever.
Optimus parvient toutefois à s'échapper avec Cade, Tessa et Shane, cependant, Lucas s'est fait tuer par Lockdown avec une de ses grenades. En chemin il profite pour scanner un tracteur routier Western Star de couleur blanche, (bien qu'il conserve ses traditionnelles couleurs bleu et rouge) et obtient une nouvelle apparence physique, ressemblant à un chevalier, avant de rassembler les derniers Autobots ayant survécu à la traque (Bumblebee, Hound, Drift et Crosshairs). 
Optimus affronte Galvatron et réussit a lui tenir tête mais Lockdown lui tire dessus et le blesse et le capture après lui avoir dit qu'il a été fabriqué et que ses créateurs veulent le reprendre. Il sera libéré par les autres Autobots.
Lors de la bataille de Hong-Kong, Optimus réussit à convaincre les Dinobots de rallier sa cause et affrontent une nouvelle armée de Decepticons dirigée par Galvatron, la réincarnation de Megatron et ils parviennent à l'anéantir et Galvatron s'enfuit. Optimus Prime affronte ensuite Lockdown mais il sera distrait en tirant sur Attinger qui allait tuer Cade et vengeant ses camarades morts à cause de lui, mais Lockdown profite pour empaler le chef Autobot qui se retrouve immobilisé. Arrive alors Bumblebee, Shane et Tessa afin d'aider Optimus et Cade à vaincre Lockdown. Cela fait, Optimus pose ensuite une grenade de Lockdown et achève le reste de l'armée de Galvatron. Optimus part ensuite dans l'espace pour cacher la Graine et lance un message à ces créateurs afin qu'ils laissent la Terre en paix car il vient vers eux.

### Transformers 5: The Last Knight
Durant son voyage à la recherche de ses créateurs, Optimus tombe en stase à cause des températures glaciales et flotte  sans vie au milieu du vide sidéral. Il ne possède également plus la Graine (bombe cybertronienne du précédent film) l'ayant surement perdue durant son "coma".  
Plus tard, il atterrit sur Cybertron et se réactive grâce à la chaleur de l'impact, puis aperçoit sa planète en plusieurs morceaux. Il est interpellé par une voix et s'approche d'elle, cette dernière se révèle être Quintessa, prétendant être la créatrice des Transformers. Furieux, il l'attaque pour avoir détruit Cybertron et envoyé Lockdown tuer ses amis, mais elle l'immobilise. Elle le gifle et la moitié du visage d'Optimus devient rouge et gris. Plus tard, Quintessa dit à Optimus que le bâton avait été volé par les chevaliers gardiens (Dragonstorm). Encore plus tard, Optimus est attaché à des chaînes pendant que sa créatrice dit à Optimus qu'ils vont tuer la planète Terre avec le bâton, elle lui révèle aussi que la Terre s'appelle aussi Unicron, l'ennemi de Cybertron. Quintessa corrompt l'esprit d'Optimus, ses yeux passent du bleu au violet et devient Nemesis Prime. Optimus est désormais sous le contrôle de Quintessa.
Nemesis Prime revient sur Terre, tue deux chevaliers gardiens et oblige Wembley à lui donner le bâton. Cade, Wembley, Bumblebee et Lennox ne comprennent pas ce qu'il lui arrive. Bumblebee le poursuit et l'affronte pendant que Cade tente de le raisonner. Après un fort combat, Prime prend l'avantage et sort une lame pour tuer son allié mais ce dernier parvient à parler a son ami avec sa vraie voix (avec laquelle il n'avait pas parlé depuis longtemps, depuis le premier film) ce qui ramène Optimus a la raison. Megatron et Nitro Zeus arrivent et tirent sur Optimus, Bumblebee et Cade. Ils volent le Bâton. Les chevaliers gardiens arrivent et attaquent le chef Autobot, un des leurs s'apprête à le tuer mais Cade parvient à le sauver avec son épée car c'est lui le dernier chevalier. Optimus réalise qu'il a trahi la confiance des humains et condamné la Terre, la seule planète qu'il considère comme sa maison. Le chef des Autobots s'excuse face aux paroles de Cade puis rassemble les siens.  
Durant la bataille finale de Stonehenge, il tue tous les Infernocus en coupant leurs têtes, en rappelant qu'il est Optimus Prime. Il coupe le bras du chef des Decepticons (sauvant Bumblebee), mais il se fait jeter par terre. Megatron dit à Optimus qu'ils étaient frères avant et le chef Autobot répond tout simplement : "avant", affirmant que cette relation appartient au passé. Puis Optimus l'expulse violemment à un coup de pied. Grâce à Bumblebee et Optimus, Quintessa parvient à être vaincu et celle-ci disparaît. Après la fin de la bataille, Optimus fait un discours en disant qu'eux et la Terre doivent s'unirent pour reconstruit Cybertron. Optimus Prime et tous les Autobots restants (Bumblebee, Hound, Drift, Crosshairs, Hot Rod, Deytrader, Cogman, Wheelie ainsi que Topspin, Roadbuster et Rotostorm) rentrent chez eux sans savoir que Quintessa n'est pas morte et que celle-ci prépare un nouveau plan pour détruire la Terre...

### Bumblebee
Dans le film sur Bumblebee servant de reboot à la saga, Optimus a un look qui se rapproche énormément du G1.
Au début du film, il confie à B-127, le futur Bumblebee, une mission spécifique, se rendre sur Terre et y établir une base pour les futurs rescapés. Il fait ensuite diversion pour permettre à ses camarades Autobots de fuir.
Durant les évènements du film, les deux Decepticons Dropkick et Shatter sont à la recherche du chef Autobot et se rendent sur Terre afin de trouver Bumblebee qui doit savoir où il est. Optimus a également laissé un message à l'Autobot lui disant qu'il est en route.
À la fin du film, on l'aperçoit dans son mode vehicule, et est immédiatement rejoint par Bumblebee. Il félicite ensuite l'Autobot pour avoir accompli sa mission lui disant que grâce à lui, les Autobots ont un espoir d'avenir. Il sera de retour mais cette fois si en tant que principal protagoniste de Transformers: Rise of the beasts.

### Transformers: Rise of the Beasts
Optimus Prime apparait comme personnage principal de ce film aux côtés de Bumblebee, Mirage, Arcee et Wheeljack. Il se change en un camion reprenant celui de la Génération 1.
Dans ce film, Optimus s'acclimate péniblement à la Terre, et se sent coupable d'avoir envoyé les Autobots sur Terre, cherchant à tout prix un moyen de retourner sur Cybertron. De plus, il a observé l'espèce humaine et en a déduit qu'ils sont trop égoïstes pour être dignes de confiance.
Un soir, il aperçoit un rayon d'énergie cybertronienne dans le ciel, et convoque les Autobots présents à New-York. Il découvre avec colère que Mirage a révélé leur existence à un humain, Noah, et l'a amené dans leur planque. Par la suite, il apprend que l'énergie détecté vient de la clé TransWarp, un artefact permettant de voyager dans l'espace-temps. Optimus y voit alors leur dernier espoir de retourner sur Cybertron et décide de récupérer la clé situé dans un musée, Mirage propose d'envoyer Noah le faire, car il sera plus discret qu'eux, Optimus accepte à contre-cœur.
Cependant, il fera la rencontre d'un autre groupe de Transformers: Les Terrorcons, dirigés par Scourge, qui en ont aussi après la clé. Optimus affronte difficilement ses nouveaux adversaires et perd Bumblebee dans la bataille, il ne devra son salut qu'à l'intervention d'Airazor, une Maximal rescapée qui leur apprend le but des Terrorcons et qu'ils n'ont volé qu'une moitié de la clé TransWarp. L'autre étant caché au Pérou.
Sur place, ils affrontent de nouveaux les Terrorcons et parviennent à leur échapper une nouvelle fois grâce à Airazor. Ils se retrouvent ensuite face à Optimus Primal, Rhinox et Cheetor qui gardent la deuxième moitié de la clé. Optimus parvient à convaincre Primal de les emmener vers la clé.
Plus tard, Airazor révèle avoir été corrompu par Scourge et attaque Elena, qui est sauvée de justesse par Optimus. Profitant de la confusion, Noah emporte la clé et tente de la détruire, Optimus intervient, suppliant l'humain de ne pas le faire. Après hésitation, Noah se résigne à détruire la clé, qui est alors récupérée par Airazor et amené à Scourge.
À la suite de la mort de cette dernière, Optimus et Noah comprennent qu'ils ont chacun quelque chose à protéger et qu'ils auraient dû faire équipe plutôt qu'agir égoïstement. Voyant que les Terrorcons ont activé la clé TransWarp complétée pour faire venir Unicron via un pont spatial, Optimus scelle une alliance avec les Maximals pour occuper les Terrorcons, tandis que Noah et Elena s'infiltrent sur le pont et désactivent la clé avec un code d'urgence. Durant la bataille, il fait équipe avec Primal pour vaincre Battletrap qui finit tué sous les coups du Maximal.
Il affronte de nouveau Scourge aux côtés de Noah, faisant gagner du temps à Elena pour entre le code, et parvient à le tuer lui arrachant la tête et  récupère l'insigne de Bumblebee. Malheureusement Scourge a détruit les commandes avant sa mort, empêchant ainsi la désactivation de la clé, Optimus n'a donc plus d'autre choix que de la détruire pour empêcher Unicron de venir sur Terre. Malgré les tentatives de manipulation du destructeur de mondes, Optimus détruit la clé, provoquant l'implosion du pont spatial. Alors qu'il allait être emporté, Optimus est sauvé par les efforts combinés de Noah et Primal.
La clé TransWarp étant perdu, et n'ayant plus aucun moyen de rentrer sur Cybertron, Optimus déclare néanmoins que lui et ses Autobots seront prêts à protéger la Terre, désormais leur nouvelle "maison", quand de nouvelles menaces surgiront.

### Transformers: Le Commencement
Optimus Prime apparait dans le film d'animation Transformers : Le Commencement réalisé Josh Cooley, sous son ancienne identité Orion Pax et est interprété par Chris Hemsworth.
Il est ici un jeune bot sans T-cog travaillant dans les mines de Cybertron avec son meilleur ami D-16, le futur Mégatron. Idéaliste et peu enclin à suivre les ordres, il souhaite retrouver la légendaire Matrice du Commandement pour pouvoir ramener l'Energon en abondance. Après avoir trouvé un message de détresse d'Alpha Trion, il décide de se rendre à la surface avec D-16, et est rejoint par Elita-1 et B-127, afin de remonter la piste du message et trouver la Matrice.